# Laurisin Lajos
Laurisin Lajos (Kalocsa, 1897. március 26. – New York, 1977. január 10.) magyar operaénekes (tenor). Laurisin Miklós bátyja, Gere Lola férje.

## Életútja
Édesapja bíró volt. 1912 és 1917 között Esztergomban teológiát tanult, majd egy évre papnak is állt. 1919 gyökeres fordulatot hozott életében, ekkortól
Rákosi Szidi színiiskolájában tanult, majd 1924 és '26 között a Zeneakadémián Szabados Béla tanítványa volt. 1926-ban szerződtette az Operaház, amelynek sokat foglalkoztatott tagja maradt 1944-ig. 1939-től az Országos Magyar Királyi Színművészeti Akadémia tanára is volt. 1944 áprilisában a Magyar Rádió drámai (!) osztályának vezetője lett. Elképzeléseit így vázolta:

„A destruktív posványság, erkölcsi nemtörődömség, az olcsó és gyanús szellemesség, arcpirító ledérség, obszcén szerelmi háromszög és más ilyen lélekmérgező dolog többé nem kaphat mikrofon-nyilvánosságot.”

A nyilas időkben betöltött szerepe után, a felelősségre vonás elől 1945 márciusában Ausztriába, majd Németországba emigrált. 1950-ben az Amerikai Egyesült Államokban telepedett le. Külföldön nem folytatódott operai karrierje, Amerikában egyszerű tisztviselőként dolgozott, de aktív tagja volt a magyar emigráns közösségnek. Utolsó éveiben New York-i templomokban énekelt.
Az operaszínpadon kívül koncerteken is fellépett. Hőstenor szerepeket énekelt. Megjelent két verseskötete, bölcsészdoktori végzettséget is szerzett.

## Főbb szerepei
- Bizet: Carmen – Don José
- Leoncavallo: Bajazzók - Canio
- Mascagni: Parasztbecsület - Turiddu
- Offenbach: Hoffmann meséi - Hoffmann
- Puccini: Turandot - Calaf, Ping
- Puccini: Bohémélet - Rodolphe
- Richard Strauss: Salome – Heródes
- Richard Strauss: Arabella – Matteo

## Megmaradt, megtalált felvételeiből
- Lehár: A víg özvegy - Daniló belépje
- Anyám szíve - László Imre - Magyarádi Jenő magyarnótája

## Könyvei
- Alkonyi mesék
- Magam panaszát hallgatom
- A M. Kir. Operaház [doktori disszertációja]